# Phare de San Giacomo
Le phare de San Giacomo (en italien : Faro di San Giacomo) est un phare situé dans le port commercial de la commune de Licata en mer Méditerranée, dans la province d'Agrigente (Sicile), en Italie.

## Histoire
Le phare a été mis en service en 1895, à l'est du port de Licata. La lanterne peut être atteinte par un escalier en colimaçon de 129 marches éclairées par cinq fenêtres verticales alignées. Le phare est entièrement automatisé et il est géré par la Marina Militare.

## Description
Le phare se compose d'une tour cylindrique en pierre de 37 m de haut, avec galerie et lanterne, surmontant une double base quadrangulaire en pierre de taille. Le bâtiment est en blanc et le dôme de la lanterne est gris métallisé. Il émet, à une hauteur focale de 40 m, un bref éclat blanc toutes les 5 secondes. Sa portée est de 21 milles nautiques (environ 39 km) pour le feu blanc et 18 milles nautiques pour le feu de réserve.

Identifiant : ARLHS : ITA-157 ; EF-2954 - Amirauté : E1904 - NGA : 10128 .

## Caractéristiques dufeu maritime
Fréquence : 5 secondes (W)
- Lumière : 0,3 seconde
- Obscurité : 4,7 secondes

|                            |
| L'entrée du port de Licata |

|          |
| Le phare |

### Lien connexe
- Liste des phares de la Sicile